# Jesús González Ortega (Politiker)

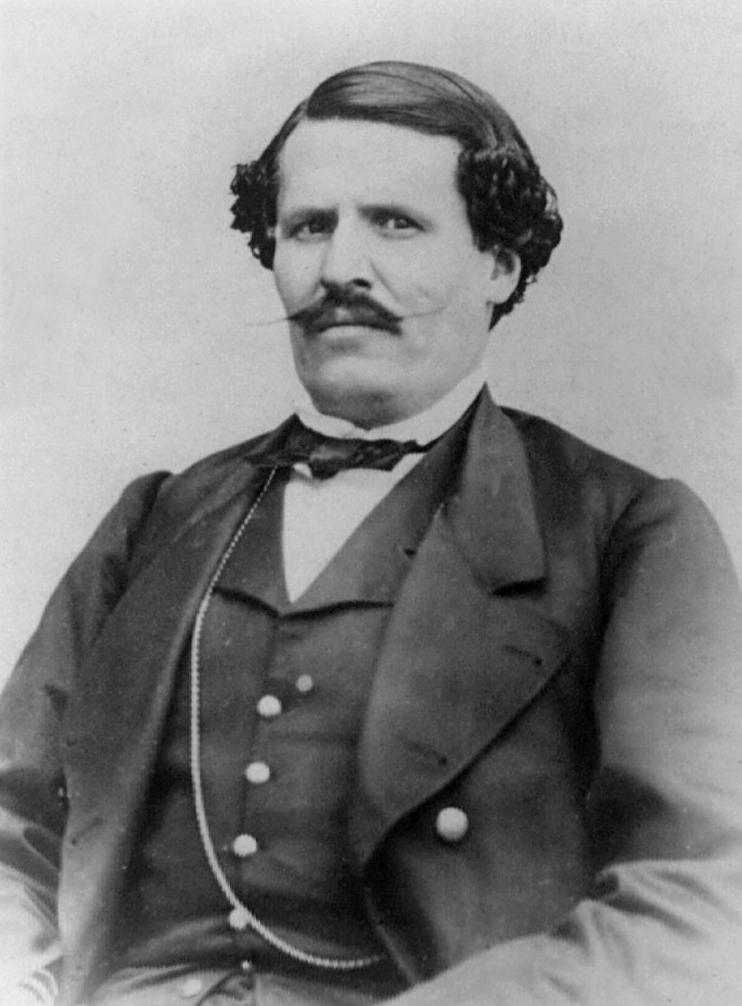
Jesús González Ortega (um 1865)

Jesús González Ortega (* 22. Januar 1822 in Valparaíso, Zacatecas; † 28. Februar 1881 in Saltillo, Coahuila) war ein mexikanischer Heerführer, Politiker und in den Jahren 1858 bis 1864 unter Präsident Benito Juárez mehrmals kurzzeitiger Gouverneur des Bundesstaats Zacatecas.

## Leben
Jesús González Ortega wurde auf der Hazienda San Mateo bei Valparaíso geboren; bereits in jungen Jahren zog er allein nach Guadalajara im Bundesstaat Jalisco, um dort Rechtswissenschaft zu studieren. Aus familiären Gründen musste er sein Studium abbrechen; daraufhin zog er in die Kleinstadt San Juan Bautista del Teúl (heute Teúl de González Ortega), wo er als Büroangestellter arbeitete. Er kam in Kontakt mit liberalen Ideen und wurde im Jahr 1850 Stadtrichter (Juez de Ayuntamiento). Zwei Jahre später griffen er und seine Mitstreiter zu den Waffen und besiegten das Heer des konservativen Generals Santa Ana beim Ort Tlaltenango. Im Jahr 1856 war er Abgeordneter des verfassunggebenden Kongresses.
Während des Reformkrieges (Guerra de Reforma) (1857–1861) wurde Jesús González Ortega erstmals in das Amt des Gouverneurs von Zacatecas berufen; seine Amtszeit endete jedoch schon im selben Jahr. Benito Juárez, dessen verfassungsgemäße Amtszeit eigentlich im Jahr 1861 enden sollte, machte ihn im Folgejahr zum Armeekommandeur; zwischendurch hatte er noch drei kurze Amtszeiten als Gouverneur. Das Angebot, Kriegsminister zu werden, lehnte er ab; stattdessen ging er nach Mexiko-Stadt und übernahm im Jahr 1862 das Präsidentenamt am Obersten Gerichtshof, das zweithöchste Amt im Staate. Er war somit automatisch legitimer Kandidat für das Amt des Staatspräsidenten, doch Benito Juárez wusste dies zu verhindern. Im Jahr 1863 kämpfte er gegen Einheiten des französischen Expeditionskorps; dabei wurde er gefangen genommen und sollte nach Frankreich deportiert werden, aber auf dem Weg nach Veracruz wurde er befreit. Ein Jahr später entsandten er und sein Mitstreiter Manuel Doblado eine Abordnung nach Saltillo, wo sich Juárez vorübergehend aufhielt, um diesen zum verfassungsgemäßen Rücktritt zu bewegen – ein Unterfangen, das jedoch erfolglos blieb. Am 30. November 1865 setzten Ortega und andere von Chihuahua aus den Präsidenten ab, woraufhin er selbst Präsident geworden wäre. Doch Benito Juárez gelang es per Dekret erneut, dies zu verhindern – ein Rücktritt des amtierenden Präsidenten und die Organisation von Neuwahlen wären in Zeiten des Krieges für das Wohl des Staates unannehmbar. Von April bis August 1865 ging er ins Exil nach Washington. Nach Mexiko zurückgekehrt, verfasste er eine Protestnote, doch fand er kaum Unterstützung bei seinen liberalen Mitstreitern; so ging er im Jahr 1866 erneut für zwei Monate ins nordamerikanische Exil. Nach seiner Rückkehr wandte er sich nochmals gegen die nicht verfassungsgemäße Präsidentschaft von Benito Juárez, doch blieben all seine diesbezüglichen Bemühungen erfolglos. Er zog sich ins Privatleben zurück und starb 15 Jahre später.

## Ehrungen
Seine sterblichen Überreste wurden im Panteón Civil de Dolores in Mexiko-Stadt beigesetzt. Die Kleinstädte Teúl de González Ortega und Villa González Ortega sowie die umliegende Gemeinden (municipios) tragen seinen Namen.